# ? (Fragezeichen)
«? (Fragezeichen)» es una canción de la banda alemana Nena. Fue publicada el 14 de noviembre de 1983 como el sencillo principal del álbum de estudio del mismo nombre.

## Producción
La grabación tuvo lugar en los estudios Spliff de Berlín Occidental entre octubre y diciembre de 1983; la producción fue nuevamente asumida por Manfred Praeker y Reinhold Heil, quienes también habían producido el álbum debut de la banda. El saxofón fue grabado por David Sanborn en los estudios A&R, en la ciudad de Nueva York, Estados Unidos. Ollie Cotton y Stanley Wallace se desempeñaron como ingenieros de estudio.

## Escritura y temática
«? (Fragezeichen)» fue escrita por la vocalista Nena y compuesta por el tecladista Jörn-Uwe Fahrenkrog-Petersen.  La canción trata sobre el ir y venir emocional (y la aceptación) de los propios deseos contradictorios.

## Posicionamiento

### Gráfica semanal
| Gráfica (1984)                          | Pico de posición |
| --------------------------------------- | ---------------- |
| Alemania (Official German Charts)       | 3                |
| Austria (Ö3 Austria Top 40)             | 4                |
| Bélgica (Flandes) (Ultratop 50 Singles) | 19               |
| Países Bajos (Nederlandse Top 40)       | 12               |
| Países Bajos (Single Top 100)           | 12               |
| Suiza (Schweizer Hitparade)             | 1                |

### Gráfica de fin de año
| Gráfica (1984)                    | Pico de posición |
| --------------------------------- | ---------------- |
| Alemania (Official German Charts) | 24               |
| Austria (Ö3 Austria Top 40)       | 21               |
| Suiza (Schweizer Hitparade)       | 19               |